# 信太千塚古墳群
信太千塚古墳群（しのだせんづかこふんぐん）は、大阪府和泉市尾井町、王子町、小野町、黒鳥町、山荘町、伯太町一帯の丘陵上（信太山丘陵）に所在する古墳時代後期の群集墳である。	

## 概要
上記丘陵地帯に昭和38年（1963年）ごろには85基の古墳が確認されていたが、現在では多くの古墳が破壊、消滅している。前方後円墳は全長56メートルの1基のみで、大部分は円墳と考えられ、径10-20メートル程度のものが多く、次いで20-30メートルのものが多い。埋葬施設は、竪穴式石室、横穴式石室、木棺直葬、埴輪円筒棺と多種類であり、陶棺も2例数えられる。1つの古墳に副葬されている遺物は平均すると多くはないが、武器（刀・鏃）、農具（鎌）、馬具、装身具（金銀の箔を付けた耳輪や玉）さらには須恵器がある。この古墳群の中で発掘調査された代表的なものは78号墳がある。この古墳の横穴式石室の壁は主に和泉砂岩で構築されており、その中に和歌山県紀ノ川流域に多い変成岩で造られた箱式石棺が配されていた。石棺の内外に少なくとも3体の埋葬が行われた痕跡があり、副葬品は金耳輪、銀耳輪、多数の須恵器があったという。その他に、この古墳群を特徴づけるものに、カマド塚の存在がある、カマド塚は木材で窯形の墓室を造り、外部を粘土で覆い、遺骸を入れてから火葬にし、同時に堅い墓室を焼き上げるという手法であり、当古墳群では2例調査されている。すでに多くの古墳が消滅しているものの、信太千塚古墳群は堺市陶器千塚古墳群とともに泉州地方の代表的な古墳群であるといえる。

## 主要な古墳
狐塚古墳は山荘配水池の横にある前方後円墳である。墳丘長56メートル、後円部径30メートル、同高さ4.5メートル、前方部幅38メートルをはかる。前方部の幅が広く、古墳時代後期の前半から中頃の築造が考えられる。66号墳は自衛隊信太山駐屯地内にある直径80メートルの大型の円墳である。周濠と方形の造り出しを持つとされているが現在埋め立てられており、わからなくなっている。中期から後期初頭の築造時期が考えられる。